# 岡山県道427号槌ヶ原日比線
岡山県道427号槌ヶ原日比線（おかやまけんどう427ごう つちがはらひびせん）は、岡山県玉野市を通る一般県道である。

## 概要
玉野市槌ヶ原と玉野市日比6丁目を結ぶ。

### 路線データ
- 起点：岡山県玉野市槌ヶ原（秀天橋交差点、国道30号交点）
- 終点：岡山県玉野市日比6丁目（国道430号交点）
- 総延長：8.4 km
- 実延長：7.1 km

## 歴史
- 1974年（昭和49年）3月19日 - 岡山県告示第309号により認定される。

前身は岡山県道槌ヶ原玉線の一部および玉野市道。岡山県道槌ヶ原玉線は1972年（昭和47年）の時点で本路線への再編→廃止が内定していたため新番号（固定番号）は付与されないまま1974年（昭和49年）3月19日岡山県告示第313号で廃止されている。

## 路線状況

### 重複区間
- 岡山県道62号玉野福田線（玉野市長尾・長尾交差点 - 玉野市長尾・天王池交差点）

## 地理

### 通過する自治体
- 玉野市

### 交差する道路
| 交差する道路                                                     | 交差する場所         | 交差する場所                          |
| ---------------------------------------------------------------- | -------------------- | ------------------------------------- |
| 国道30号 岡山県道22号倉敷玉野線 重複 岡山県道74号倉敷飽浦線 重複 | 槌ヶ原（つちがはら） | 秀天橋（しゅうてんばし）交差点 / 起点 |
| 岡山県道62号玉野福田線 重複区間起点                              | 長尾                 | 長尾交差点                            |
| 岡山県道62号玉野福田線 重複区間終点                              | 長尾                 | 天王池交差点                          |
| 国道430号                                                        | 日比6丁目            | 終点                                  |

### 沿線
- 玉野市役所 西北地域分室
- 瀬戸大橋カントリークラブ
- おもちゃ王国

### 峠
- 桜峠（玉野市長尾 - 玉野市日比7丁目）